# Pantai Harapan
Pantai Harapan is een bestuurslaag in het regentschap Lembata van de provincie Oost-Nusa Tenggara, Indonesië. Pantai Harapan telt 811 inwoners (volkstelling 2010).